# Balakowo
Balakowo (russisch Балако́во) ist eine Stadt mit 180.100 Einwohnern (Stand 2025) in der Oblast Saratow in Russland, etwa 800 km südöstlich von Moskau. Balakowo liegt 161 Kilometer nordöstlich der Gebietshauptstadt Saratow, am linken Wiesenufer der Wolga, die hier zum Saratower Stausee aufgestaut ist.

## Geschichte
Gegründet wurde Balakowo 1762 im Zusammenhang mit der von Zarin Katharina II. betriebenen Wiederansiedlung der Altgläubigen. 1911 wurde Balakowo der Stadtstatus erteilt. In den 1960er Jahren entwickelte sich in Balakowo eine umfangreiche chemische Industrie. Die Stadt wuchs in den Jahren 1967–70 stark durch den Bau des Saratower Wasserkraftwerks an der Wolga.
Aufgrund der schlechten wirtschaftlichen Lage erhielt die Stadt vom russischen Staat Fördergelder für den Bau eines eigenen Flughafens (Balakowo-Süd), der größer sein sollte als der Flughafen der Provinzhauptstadt Saratow. Allerdings ging noch während der Bauarbeiten das Geld aus, so dass der Flughafen wesentlich kleiner blieb als ursprünglich vorgesehen.

### Bevölkerungsentwicklung
| Jahr | Einwohner |
| ---- | --------- |
| 1939 | 023.179   |
| 1959 | 036.428   |
| 1970 | 103.495   |
| 1979 | 151.560   |
| 1989 | 197.391   |
| 2002 | 200.470   |
| 2010 | 199.690   |

Anmerkung: Volkszählungsdaten

## Weiterführende Bildungseinrichtungen
- Filiale der Saratower Staatlichen Rechtsakademie
- Filiale des Saratower Polytechnischen Instituts
- Institut für Technik, Technologie und Steuerung der Saratower Staatlichen Technischen Universität

## Kernkraftwerk
In Balakowo befindet sich das Kernkraftwerk Balakowo der Firma Rosenergoatom mit vier Druckwasserreaktorblöcken des Typs WWER-1000, Inbetriebnahme 1986, 1988, 1989, 1993, mit einer elektrischen Nettoleistung von je 950 MWe pro Reaktor. Reaktorzulieferer ist die Firma Mintjaschmasch. Die Dampfturbinen wurden von Charkowski Turbinni Sawod geliefert.
Das KKW Balakowo hat in Zusammenarbeit mit RWE NUKEM bereits 1994 mit der Realisierung eines Abfallbehandlungszentrums begonnen. Aufgrund der Finanzkrise in Russland ruhten die Arbeiten jedoch für einen längeren Zeitraum, bis sie Mitte 2000 wieder aufgenommen wurden. Das Abfallbehandlungszentrum wurde inzwischen übergeben und wird in der nächsten Zeit in den „heißen“ Betrieb gehen.

## Sport
Balakowo gehört im Speedway-Sport zu den russischen Hochburgen. Nicht nur aufgrund deren Engagements in der russischen Speedway-Profiliga, sondern auch, weil es im Speedway-Stadion von Balakowo bereits mehrmals wichtige Läufe zur Speedway-Weltmeisterschaft gegeben hat.

## Städtepartnerschaften
Balakowo listet folgende Partnerstädte auf:
- Trnava, Slowakei, seit 1970
- Scranton, Vereinigte Staaten
- Tscherepowez, Russland, seit 1970

## Söhne und Töchter der Stadt
- Iwan Korownikow (1902–1976), Generaloberst[2]
- Wladimir Peregudow (1902–1967), Wissenschaftler, Schiffbauer und Kapitän
- Anatoli Utkin (1944–2010), Historiker und Politologe
- Swetlana Prudnikowa (* 1967), Schachspielerin
- Sergei Proswirnin (* 1970), Crosslauf-Sommerbiathlet
- Andrei Kowalenko (* 1970), Eishockeyspieler
- Olga Anissimowa (* 1972), Biathletin
- Natalja Sokol (* 1980), Aktivistin und Künstlerin
- Oleg Komissarow (* 1982), Boxer
- Anastasia Karpowa (* 1984), Sängerin der Girlband Serebro
- Dmitri Kugryschew (* 1990), Eishockeyspieler
- Georgi Harutjunjan (* 2004), armenisch-russischer Fußballspieler